# Hinrich Romeike
Hinrich Romeike, född 26 maj 1963 i Hamburg, är en tysk fälttävlansryttare som rider som amatör, och tandläkare. Vid de olympiska sommarspelen 2008 vann Romeike på hästen Marius två guld i fälttävlan, individuellt samt i lagtävlingen tillsammans med Ingrid Klimke, Andreas Dibowski, Peter Thomsen och Frank Ostholt. Romeike hade dessförinnan lagseger i Ryttar-VM 2006 i Aachen. Vid de olympiska sommarspelen 2004 kom Romeike på femte plats i den individuella tävlingen. Han ingick även i det tyska lag som kom på 4:e plats i lagtävlingen.